# 炎症性乳癌
炎症性乳癌(英: inflammatory breast cancer)とは全年齢の女性に発生する（男性では極めて稀）極めて活動的な乳癌の1型。炎症性乳癌は腫瘤を形成しないことが多いという特徴があり、そのためマンモグラフィーや超音波検査で検出されないことが多い。
炎症性乳癌(IBD)は乳頭およびその周囲で発生する。局所リンパ管への侵襲による排液の阻害によって乳房の水腫性腫脹を引き起こす。乳房の皮膚はクーパー靱帯によって保持されているため、液体の蓄積によって乳房の皮膚はオレンジの皮のくぼみのようにみえる（橙皮状皮膚）。他の症状として急激な乳房の腫大、発赤、持続的掻痒、皮膚の熱感がある。炎症性乳癌の初期は乳腺炎と類似し、節足動物の刺咬と誤診されることがある。
炎症性乳癌は皮膚バイオプシーによって皮下リンパ管における癌細胞の存在によって組織学的に確定される。診断は核磁気共鳴画像法（MRI）あるいは生体組織診断（バイオプシー）によってなされる。